# Lauriela Martins
Lauriela Martins (sinh ngày 31 tháng 3 năm 1998) là một người mẫu người Anh và là chủ nhân cuộc thi sắc đẹp, người đã đăng quang Hoa hậu Angola 2017 và đại diện cho Angola tại cuộc thi Hoa hậu Hoàn vũ 2017.
Martins đã đăng quang Hoa hậu Angola 2017 vào ngày 18 tháng 12 năm 2016. Tại cuộc thi Hoa hậu Hoàn vũ 2017, được tổ chức tại Las Vegas, Nevada vào tháng 11 năm 2017, Martins đã không thể lọt vào Top 16.